# のげやまくん
のげやまくんは、神奈川県横浜市にある野毛山および野毛町を中心に活動するキャラクターである。頭に「の」の字が乗っているのが特徴。言葉は「のげ」「のげのげ」などとしか発することがなく、隣にいる友人のキャラクター「あーあくん」が言葉を代弁する。
野毛山動物園や野毛町の公式キャラクターではなく、自治体の運営しているいわゆるゆるキャラでもない。製作・運営者は横浜市西区在住（2013年7月時点）の男性であり、2011年6月に完成。2012年頃から公共掲示板やインターネットを通じて知名度が上昇、新聞などのメディアにも多数取り上げられている。
横浜市内（西区、中区、南区、保土ヶ谷区、神奈川区など）の掲示板にのげやまくん名義の貼り紙がされている。貼り紙の更新頻度は約10日に一度である。また、ブログやfacebookページ、twitter、instagramなどのアカウントもあり、野毛山動物園や野毛町付近の情報を積極的に発信している。
2018年には、星羊社から絵本「のげやまくんとくま」を刊行。